# چیلیکافی (اوهایو)
چیلیکافی(به انگلیسی: Chillicothe) (‎/ˌtʃɪlɪˈkɒθi/‎ CHIL-i-KOTH-ee) شهری در ایالت اوهایو کشور ایالات متحده آمریکا است که جمعیت آن در سرشماری سال ۲۰۱۰ میلادی، ۲۱٬۹۰۱ نفر بوده‌است.